# Conbalia youngi
Conbalia youngi är en insektsart som beskrevs av Nielson 1981. Conbalia youngi ingår i släktet Conbalia och familjen dvärgstritar. Inga underarter finns listade i Catalogue of Life.